# Haymarketski izgred
Haymarketski izgred 4. maja 1886 v ameriškem Chicagu (Illinois) je incident, ki je povzročil nastanek prvomajskega praznika dela. Razlage vzrokov tragičnega dogodka, v katerem je umrlo 11 protestnikov in 7 policistov, so še vedno sporne, jedro spora pa je vsekakor bila visoko polarizirana ameriška družba poznega 19. stoletja, katere spodnjo stran je sestavljal delavski razred, zgornjo pa kapitalistični sloj.
Politična trenja, ki so pričela vreti 1. maja 1886, je sprožil boj delavcev za njihove pravice v sicer izjemno revnem okolju Chicaga. Tako je Federacija organiziranih obrti in delavskih zvez od oblasti zahtevala uzakonjenje 8-urnega delovnika, za rok pa je postavila 1. maj. Zato so tega dne združeni delavci pričeli splošno stavko. Do izgredov je prišlo na žetvenem obratu McCormick, kjer je policija ubila dva udeleženca. Lokalni anarhisti so zato organizirali in sklicali protest na trgu Haymarket 4. maja.
Shod na trgu Haymarket se je pričel mirno, pod večer 4. maja 1886. Vodja anarhistov August Spies je govoril občinstvu z odra; po več pričanjih je med drugim naznanil tudi, da trenutni protesti niso bili sklicani z namenom provokacije. Nekoliko kasneje je policija dobila ukaz za razbitje demonstracij ter zakorakala proti govorniškemu odru. Vtem je proti policijskim vrstam poletela bomba ter ob eksploziji ubila enega policista, šest pa jih je za njenimi posledicami umrlo kasneje. Policija je nemudoma sprožila ogenj in ranila na desetine protestnikov. Ker mnogi med njimi niso tvegali morebitne aretacije ob obisku zdravstvenih ustanov, jih je 11 od teh kasneje umrlo.
Za bombni napad je bilo v kasnejšem sojenju obtoženih 8 udeležencev protesta: August Spies, Albert Parsons, Adolph Fischer, George Engel, Louis Lingg, Michael Schwabb, Samuel Fielden in Oscar Neebe. Peterica izmed njih je sodila med imigrante iz Nemčije, še eden pa je bil nemškega porekla. Tožilstvo ni nikoli podalo dokazov o njihovi neposredni vpletenosti v napad, a so bili vsi razen Oscarja Neebeja, ki mu je bilo prisojenih 15 let zaporne kazni, obsojeni na smrt zaradi spodbujanja napada. Kazen je bila izvedena 11. novembra 1887 na javnem obešanju. Sorodniki obsojencev, ki so prišli na obešanje, so bili aretirani in strogo preiskani zaradi morebitnih bomb.